# وستینیه
وستینیه (به ایتالیایی: Vestignè) یک کومونه در ایتالیا است که در استان تورین واقع شده‌است. وستینیه ۱۲٫۱ کیلومتر مربع مساحت و ۸۵۲ نفر جمعیت دارد.